# Kepler-37b
Kepler-37b ist ein extrasolarer Planet, der im Sternbild Lyra den Stern Kepler-37 begleitet. Er ist der bisher kleinste Exoplanet (Stand:2013), der einen Hauptreihen-Stern umläuft. Sein Radius (und wohl auch seine Masse) sind nur geringfügig größer als der des irdischen Mondes.

## Entdeckung
Kepler-37b wurde zusammen mit den Planeten Kepler-37c und -37d vom Kepler-Weltraumteleskop entdeckt. Seine Größe wurde durch Asteroseismologie ermittelt. Kepler-37 ist bisher der kleinste Stern, bei dem diese Art von Technik angewandt wurde. Dieses Verfahren erlaubt es, die Größe eines Planeten sehr genau zu bestimmen. Seine Entdeckung wurde durch seine kurze Umlaufzeit, seine relative Helligkeit und die geringe Aktivität seiner Sonne ermöglicht. Die Entdeckung von Kepler-37b wurde durch Jack Lissauer geleitet.

## Daten

### Physikalische Größen
Der rund 210 Lichtjahre von der Erde entfernte Planet ist mit einem Durchmesser von 3900 km nur minimal größer als unser Mond. Laut NASA besitzt der Planet möglicherweise keine Atmosphäre, weshalb kein Leben möglich ist. Außerdem setzt sich seine Oberfläche aus Felsen zusammen, da er seine Sonne eng umkreist. Seine Oberflächentemperatur beträgt etwa 425 °C.

### Orbitale Größen
Kepler-37b umkreist seine Sonne im Abstand von rund 15 Millionen Kilometer mit einer Umlaufzeit von ungefähr 13 Tagen. Die beiden äußeren Planeten umlaufen ihre Sonne im ungefähren Verhältnis von 8:5 und 3:1 zum extrasolaren Kepler-37b.